# 梅田阿比
梅田阿比（日语：／ Umeda Abi），日本漫畫家。女性。出身於京都府。主要活躍於秋田書店的漫畫雜誌。

## 來歷
梅田阿比從小就喜歡編故事，小學時畫過60本漫畫。在成為漫畫家之前，也曾在學童保育所工作。
2005年，她以《蛇的孩子》獲得《週刊少年Champion》頒發的第64屆新人漫畫鼓勵獎。隔年2006年，以《幽刻幻談》獲得了第65屆特別鼓勵獎，並在該雜誌2006年第14號首次亮相。同年，短期連載《人形師紅葉》。
2007年至2008年，於《週刊少年Champion》連載排球題材漫畫《Full Set！》。
曾在2007年12月發行的《這本漫畫真厲害！2008》接受了採訪，在《這本漫畫真厲害！2015》中，《泥鯨之子們在沙地上歌唱》在女生篇中排名第十。
此外，她也在沼田純的漫畫《行德魚屋浪漫超級工讀生J》裡客串。
出自《Mystery Bonita》2018年5月號，為《泥鯨之子們在沙地上歌唱》繪製的梅田海老是她的妹妹。

## 作品列表

### 連載
- Full Set！（日语：フルセット!）（《週刊少年Champion》2007年22·23合併號—2008年15號，全5冊）
- 幻仔譚蛇之眼（日语：幻仔譚じゃのめ）（《週刊少年Champion》2008年49號—2010年12號，全7冊）
- 藍色合眾（日语：ブルーイッシュ）（《Princess GOLD（日语：プリンセスGOLD）》2011年1月號、2011年4月號—2012年3月號不定期連載，全2冊）
- 俺俺（日语：俺俺）（《月刊Princess（日语：月刊プリンセス）》2013年4月號—5月號，原作：星野智幸（日语：星野智幸），全1冊）
- 泥鯨之子們在沙地上歌唱[1]（《Mystery Bonita》2013年7月號[2]—2023年2月號[3]，全23冊）

### 短篇
- 幽刻幻談（《週刊少年Champion》2006年14號）※收錄
- 人形師紅葉（《週刊少年Champion》2007年15號—18號）※收錄
- 煉獄花（《週刊少年Champion》2010年47號）※單行本未收錄
- 銀之誓約（《Princess GOLD（日语：プリンセスGOLD）》2012年9月號）※收錄
- 光之隣 壁之空（《Mystery Bonita》2012年12月號）※《泥鯨之子們在沙地上歌唱》單行本第7冊收錄
- （《Mystery Bonita》2013年2月號）※收錄
- （《Big Comic Spirits》2023年43號[4]、44號[5]）—前後篇[4]
- 成長忌（《Comic Punch Kai》2024年8月23日[6]）

### 其它
- 電視動畫 青年怪醫黑傑克（第10話過場提供插圖）
- 飆速宅男官方選集 放學後的弱蟲（短篇漫畫，收錄在第1冊）
- 吸血鬼馬上死 官方選集 在新橫濱相遇（第2冊，2023年[7]，包含插圖[7]）

## 外部連結
- （日語）—梅田阿比的官方個人部落格。
- 梅田阿比的X（前Twitter） （日語）